# Cavati e ravioli alla ragusana
Cavati e ravioli è un primo piatto tipico del ragusano. Mischiati insieme, con i ravioli conditi con la ricotta prodotta nell'altopiano. 
In alcune parti della provincia (Ragusa e zone montane) la ricotta viene dolcificata, nella restante parte (Modica e zone marine) la ricotta viene lasciata al naturale o condita con pepe nero e erba maggiorana.
Mentre i cavati sono un tipo di pasta corta ottenuti con lo stesso impasto dei ravioli.
Ravioli e cavatelli vanno consumati insieme, spesso conditi con il sugo di maiale. Questo sugo (a sarsa o u sugu) si ottiene mediante una lenta cottura di carne di maiale, salsiccia ragusana, cotenna, cotti con strattu (passata di pomodoro essiccata al sole)